# قائمة وزراء الدولة لشؤون الاتصالات (الكويت)
منصب وزير الدولة لشؤون الإتصالات هو أحد المناصب الوزارية في دولة الكويت، تم استحداث المنصب في 2 مارس 2021 ، ويشرف وزير الدولة لشؤون الإتصالات على قطاع الإتصالات في دولة الكويت ، ويشغل المنصب حالياً عمر سعود العمر منذ 12 مايو 2024.

## وزراء الدولة لشؤون الإتصالات

### وزراء الدولة لشؤون الإتصالات منذ 2 مارس 2021 حتى الأن
|   | الأسم                       | فترة تولي المنصب | فترة تولي المنصب |
| - | --------------------------- | ---------------- | ---------------- |
| 1 | الدكتورة رنا عبدالله الفارس | 2 مارس 2021      | 16 أكتوبر 2022   |
| 2 | مازن سعد الناهض             | 16 أكتوبر 2022   | 9 أبريل 2023     |
| 3 | فهد علي الشعلة              | 9 أبريل 2023     | 17 يناير 2024    |
| 4 | داود سليمان معرفي           | 17 يناير 2024    | 12 مايو 2024     |
|   | عمر سعود العمر              | 12 مايو 2024     | حتى الآن         |

## وصلات خارجية
- الأسماء الرسمية للوزراء في الحكومة الكويتية